# Mullovka
Mullovka (in russo Мулловка?) è un insediamento di tipo urbano della Russia europea, situato nel rajon Melekesskij dell'oblast' di Ul'janovsk.
Si trova 77 km a est di Ul'janovsk e 16 km a ovest di Dimitrovgrad (il centro distrettuale).